# Homalomena gillii
Homalomena gillii är en kallaväxtart som beskrevs av Caetano Xavier Furtado. Homalomena gillii ingår i släktet Homalomena och familjen kallaväxter. Inga underarter finns listade.